# 阿姆拉什縣
阿姆拉什縣（波斯語：‎）是伊朗吉兰省的一个县，首府是阿姆拉什。2006年人口普查顯示全县有13,222户家庭，共46,108人。该县分为中央区和兰库区兩區，並且有阿姆拉什和蘭庫等两个城市。